# Свентокшиський міст
Свентокшиський міст (пол. most Świętokrzyski) — перший вантовий міст у Варшаві над Віслою. Міст був відкритий 5 жовтня 2000 року та з'єднав район (дільницю) Повісля на лівому березі з Прагою Північ на правому. Будівництво мосту, яке розпочалося 28 вересня 1998 року, тривало два роки і коштувало Варшаві 160 мільйонів злотих.
Міст має дві смуги руху в кожну зі сторін + по дві смуги для пішоходів і роверистів. Вночі міст підсвічується, а на лівому березі при мості знаходиться пам'ятник символові Варшави — Варшавській сирені.

## Галерея

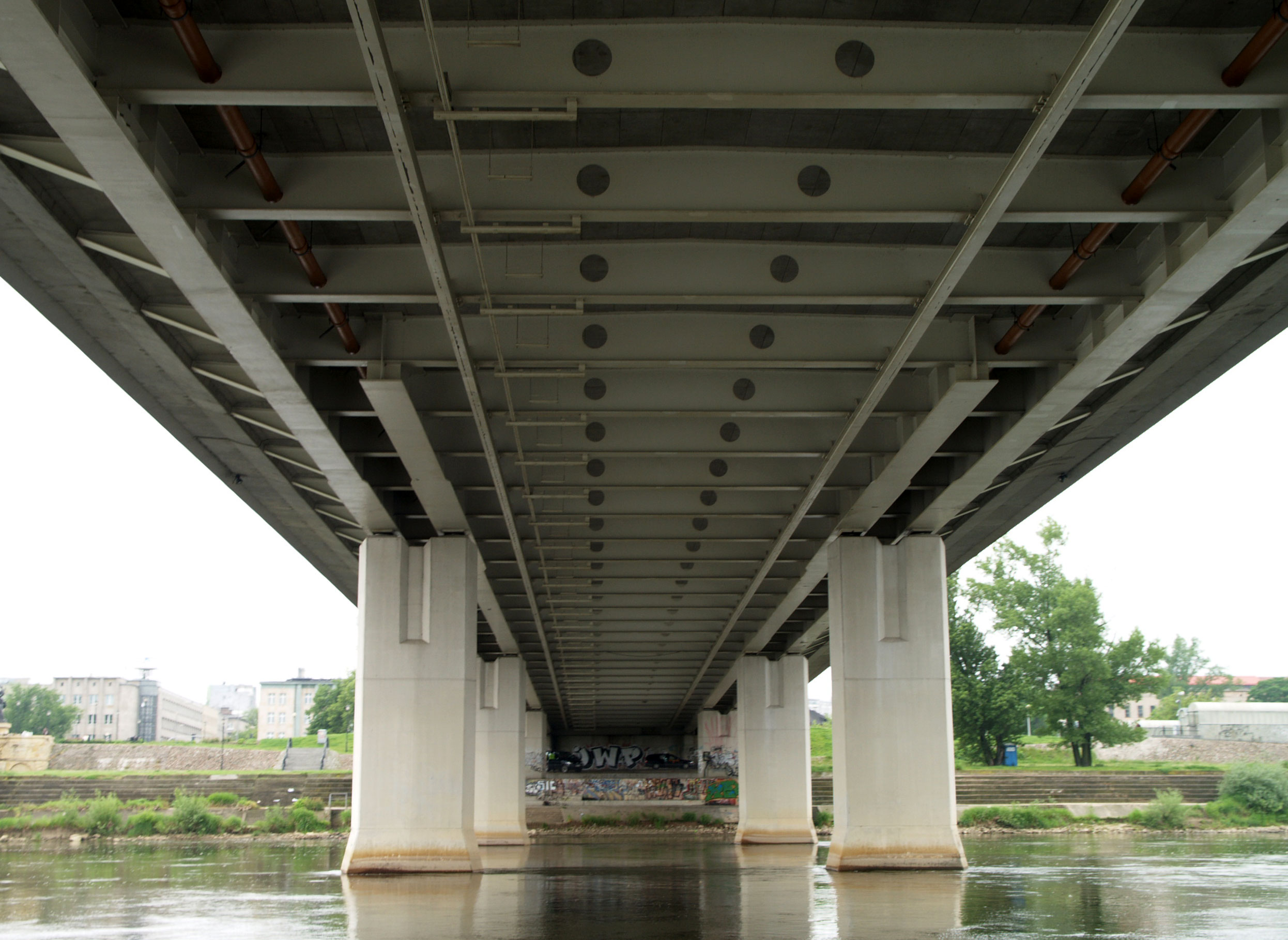
Конструкція мосту
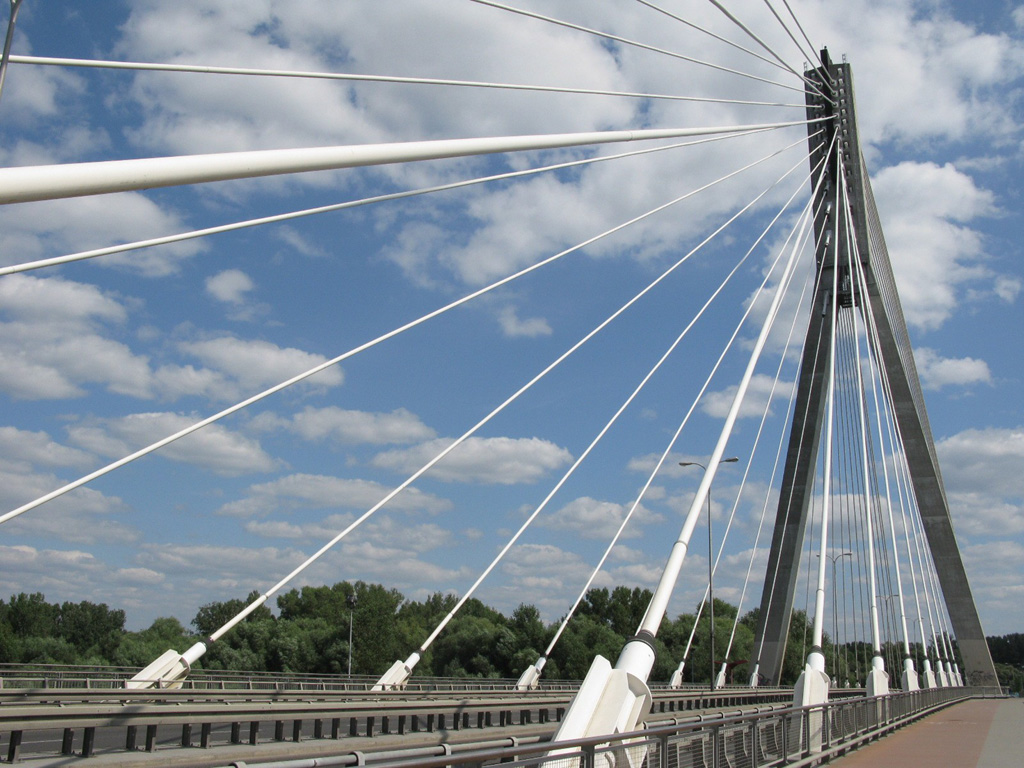
Свентокшиський міст
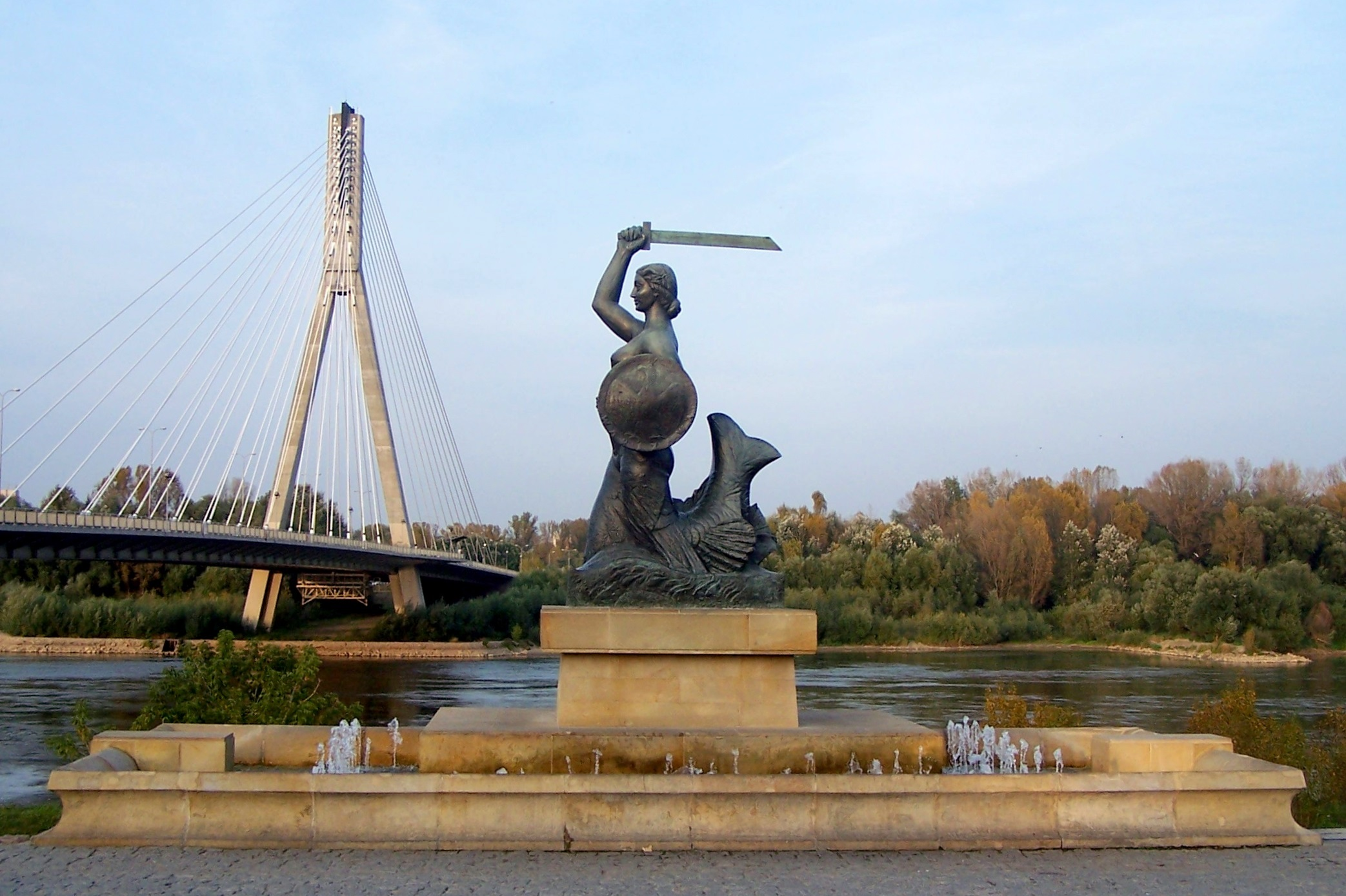
Варшавська сирена перед мостом
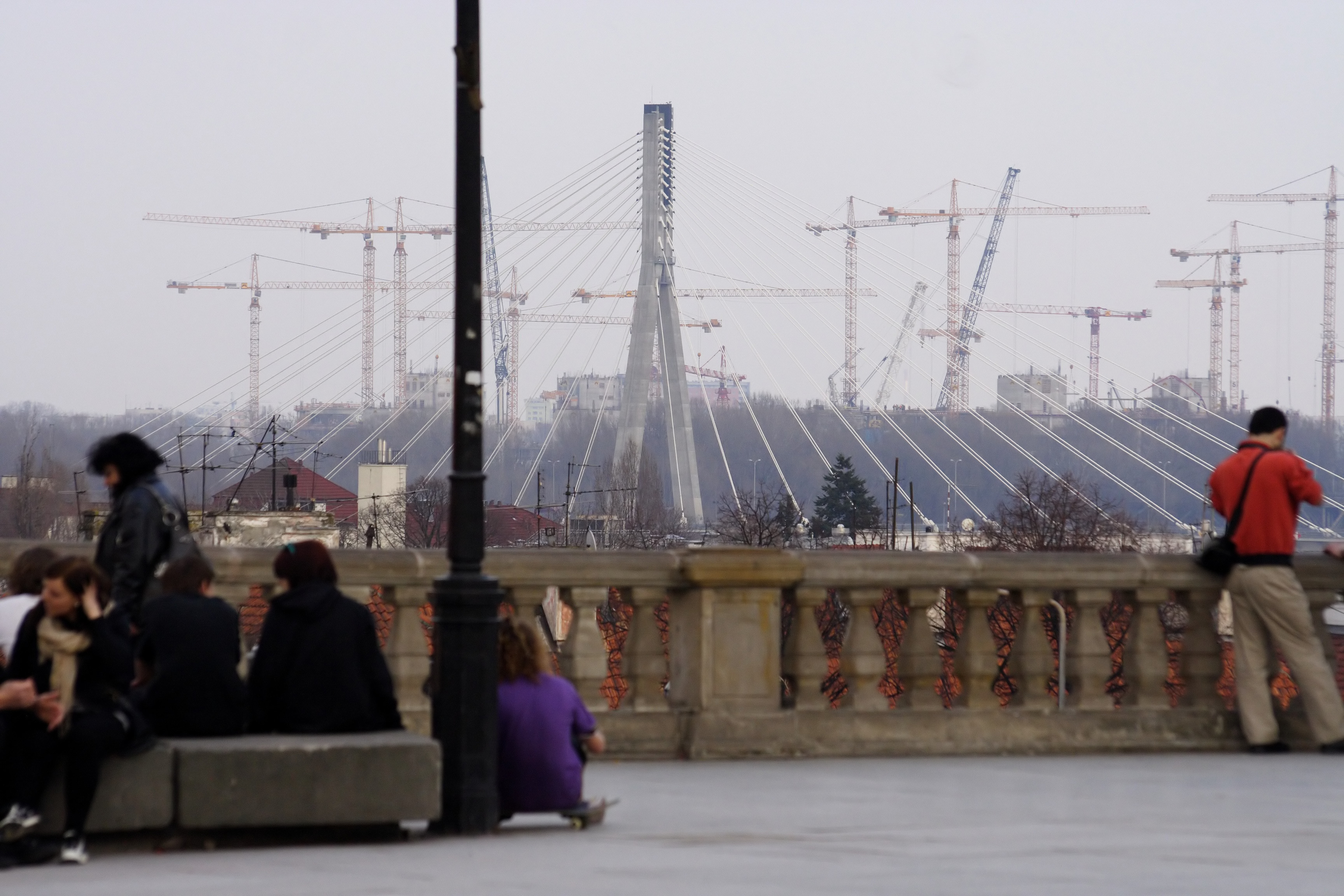
Свентокшиський міст на фоні Національного Стадіону, 2010